# Manşūr Bolāghī
Manşūr Bolāghī (persiska: منصور بلاغی) är en ort i Iran.   Den ligger i provinsen Kurdistan, i den nordvästra delen av landet, 400 km väster om huvudstaden Teheran. Manşūr Bolāghī ligger 1 977 meter över havet och antalet invånare är 261.
Terrängen runt Manşūr Bolāghī är platt åt sydost, men åt nordväst är den kuperad.Runt Manşūr Bolāghī är det ganska tätbefolkat, med 58 invånare per kvadratkilometer. Närmaste större samhälle är Mīrakī, 16,2 km söder om Manşūr Bolāghī. Trakten runt Manşūr Bolāghī består i huvudsak av gräsmarker.